# 安鑫南
安鑫南（1942年12月—），江苏无锡人，中国林学专家、林学教育家，南京林业大学二级教授、博士生导师，享受国务院政府特殊津贴专家。

## 简介
1965年，安鑫南毕业于南京林业大学林产化工及制浆造纸专业，后分配至工厂工作。1979年，考取南京林业大学林化系林产化工专业研究生。1982年，研究生毕业并获硕士学位，随后留校在化学工程学院任教。安鑫南教授曾担任南京林业大学化学工程学院院长一职，并从1993年起享受国务院政府特殊津贴待遇。

## 著作
- 《植物精油和天然色素加工工艺》，化学工业出版社，ISBN-9787502569204
- 《林产化学工艺学》，中国林业出版社，ISBN-9787503825811